# 公孙青
公孙青（?—?），春秋时代齐国的公孙，字子石。祖父是齐顷公。
前522年六月廿九，卫国齐豹杀死公孟絷，卫灵公逃到死鸟。公孙青正好出使卫国，请示齐景公。齐景公说如果卫侯没有离开卫国国境，正常聘问。公孙青就在死鸟拜见了卫灵公。

## 父
公孙青的父亲公子胜，字子夏。